# بخش شرق (ان‌بی‌ای)
بخش شرق (انگلیسی: Eastern Division) یکی از بخش‌های لیگ ان‌بی‌ای و پیشینهٔ آن، بی‌ای‌ای بود. این بخش با شکل‌گیری لیگ در آغاز فصل ۴۷–۱۹۴۶ بی‌ای‌ای ایجاد شد، و پس از ادغام بی‌ای‌ای با ان‌بی‌ال در ۳ اوت ۱۹۴۹ که منجر به تشکیل ان‌بی‌ای شد، به‌عنوان یکی از بخش‌های لیگ حفظ شد. این بخش تا فصل ۷۱–۱۹۷۰ ان‌بی‌ای وجود داشت؛ تا زمانی که لیگ از ۱۴ به ۱۷ تیم گسترش یافت و تقسیم‌بندی جدیدی به دو کنفرانس شرق و کنفرانس غرب انجام داد که هر یک دارای دو بخش بودند.